# Marcel Gerhard
Marcel Gerhard (* 25. August 1955 in Frauenfeld) ist ein schweizerischer Motorrad-Bahnrennfahrer und ehemaliger Langbahn-Weltmeister.
In den 1970er Jahren begann Gerhard seine Laufbahn im Moto Cross, ehe er 1979 die ersten Grasbahn- und Sandbahnrennen in Deutschland fuhr und auch nach Deutschland übersiedelte. 1980 gewann er, mit deutscher Lizenz ausgestattet, die deutsche Langbahn-Juniorenmeisterschaft. Ab der Saison 1981 startete Gerhard international und qualifizierte sich 1982 erstmals und bis heute als erster Schweizer überhaupt für ein Langbahn-WM-Finale in Korskro, Dänemark. Im Jahre 1986 erkämpfte er für die Schweiz die erste WM-Medaille im Langbahnsport mit einem 3. Platz beim Langbahn-WM-Finale in Pfarrkirchen/D, auf der Sandbahn, wo ihm im September 1992 der Gewinn des Langbahn-WM-Titels gelang. Nach der Saison 1996 beendete Marcel Gerhard seine Rennfahrerkarriere und widmete sich dem Motoren-Tuning, in dem er bereits auch internationale Spitzenrennfahrer mit Maschinenmaterial ausstattete.